# Maffliers
Maffliers est une commune française située dans le département du Val-d'Oise en région Île-de-France.

## Géographie

### Description
La commune se situe à 30 km environ au nord de Paris, à l'orée de la forêt de L'Isle-Adam. Cet ancien village aristocratique possède de beaux domaines de chasse et de ravissants manoirs.
Elle fait partie du périmètre du parc naturel régional Oise-Pays de France.

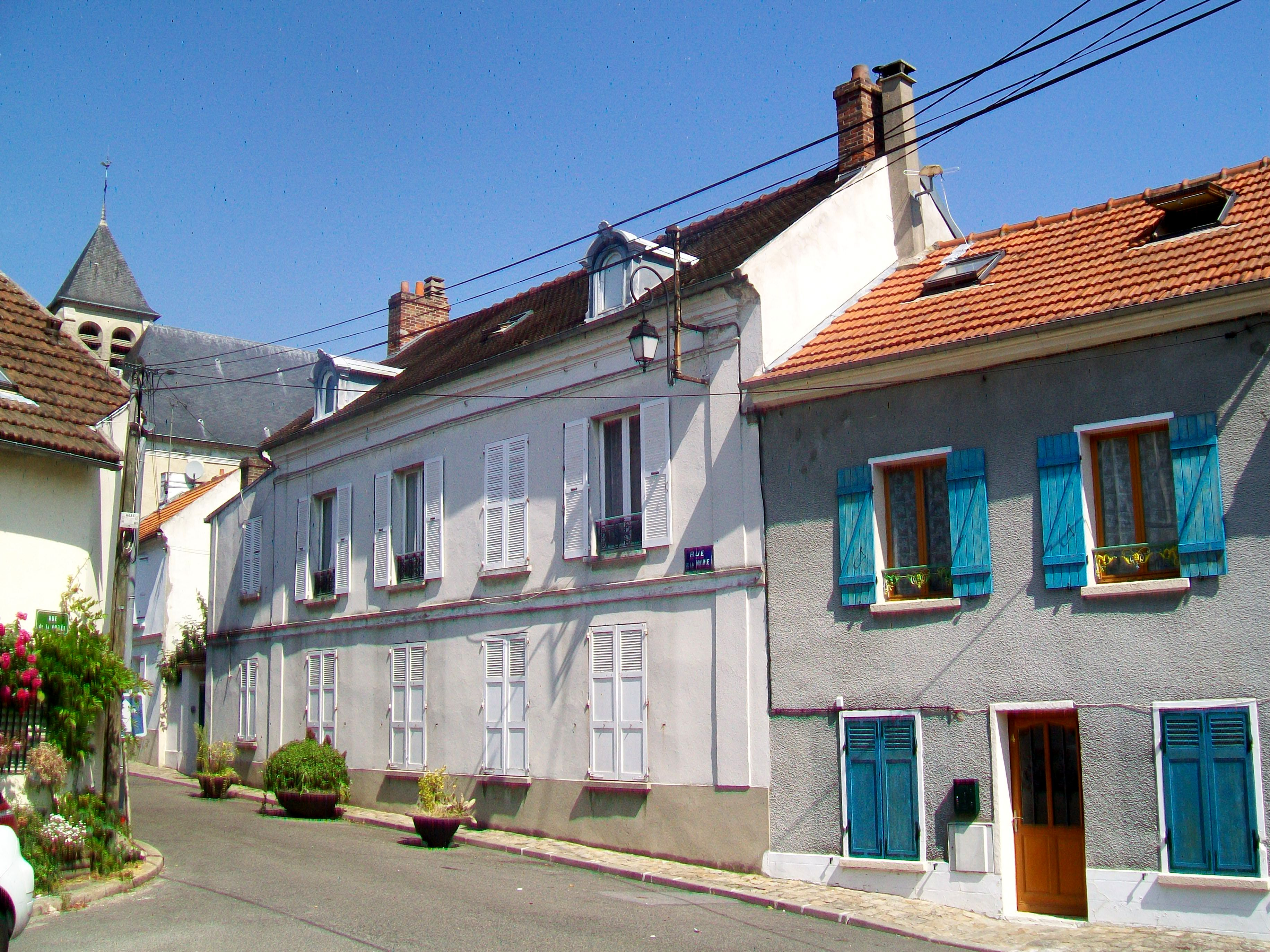
Paysage de la commune : la rue de la Mairie, vers l'église.

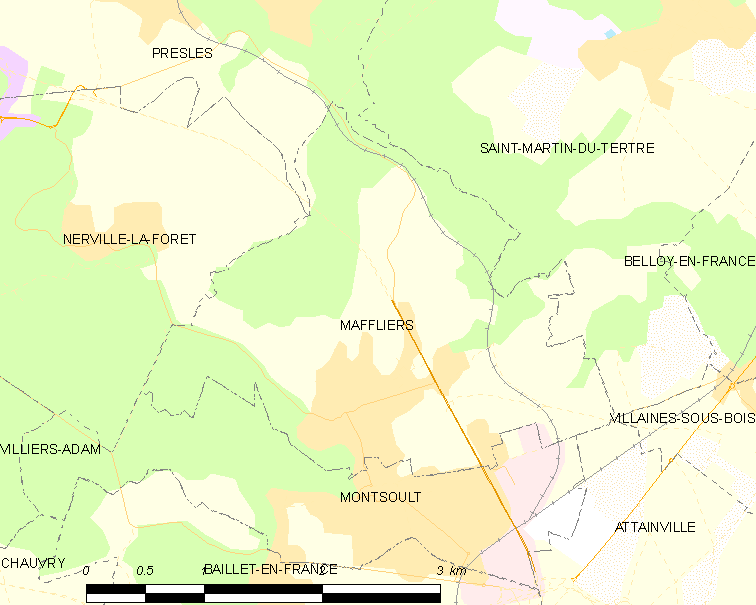
Carte de la commune.
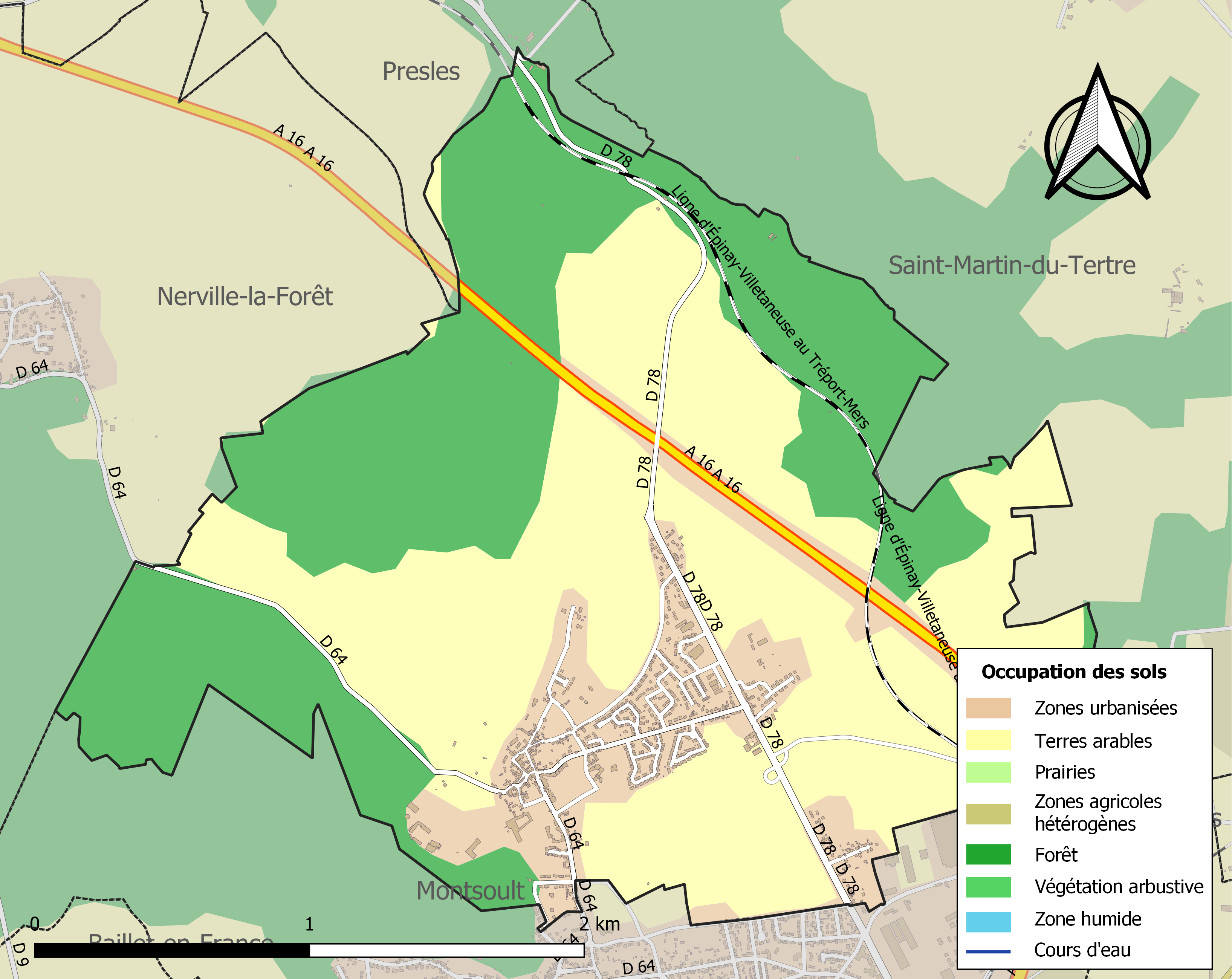
Occupation des sols.

### Communes limitrophes
|                   | Presles   |                                 |
| Nerville-la-Forêt | Maffliers | Saint-Martin-du-Tertre          |
|                   | Montsoult | Attainville Villaines-sous-Bois |

### Hydrographie
La commune est limitée au nord par le cours du Ru de Presles et ses divers bras, ainsi que son étang. Ce cours d'eau est géré par le syndicat Intercommunal de la Vallée du Ru de Presles qui regroupe Maffliers, Mours, Nointel, Presles et Saint-Martin-du-Tertre.
Le ru de Presles est un affluent de l'Oise, et donc un sous-affluent de la Seine.

### Climat
Pour des articles plus généraux, voir Climat de l'Île-de-France et Climat du Val-d'Oise.
En 2010, le climat de la commune est de type climat océanique dégradé des plaines du Centre et du Nord, selon une étude du CNRS s'appuyant sur une série de données couvrant la période 1971-2000. En 2020, Météo-France publie une typologie des climats de la France métropolitaine dans laquelle la commune est dans une zone de transition entre le climat océanique et le climat océanique altéré et est dans la région climatique  Sud-ouest du bassin Parisien, caractérisée par une faible pluviométrie, notamment au printemps (120 à 150 mm) et un hiver froid (3,5 °C). 
Pour la période 1971-2000, la température annuelle moyenne est de 10,8 °C, avec une amplitude thermique annuelle de 14,6 °C. Le cumul annuel moyen de précipitations est de 705 mm, avec 10,2 jours de précipitations en janvier et 8,3 jours en juillet. Pour la période 1991-2020, la température moyenne annuelle observée sur la station météorologique la plus proche, située sur la commune de Bonneuil-en-France à 15 km à vol d'oiseau, est de 12,1 °C et le cumul annuel moyen de précipitations est de 616,3 mm,. Pour l'avenir, les paramètres climatiques de la commune estimés pour 2050 selon différents scénarios d'émission de gaz à effet de serre sont consultables sur un site dédié publié par Météo-France en novembre 2022.

## Urbanisme

### Typologie
Au 1er janvier 2024, Maffliers est catégorisée ceinture urbaine, selon la nouvelle grille communale de densité à sept niveaux définie par l'Insee en 2022.
Elle appartient à l'unité urbaine de Montsoult, une agglomération intra-départementale regroupant trois  communes, dont elle est ville-centre,,. Par ailleurs la commune fait partie de l'aire d'attraction de Paris, dont elle est une commune de la couronne,. Cette aire regroupe 1 929 communes,.

### Voies de communication et transports
La commune est desservie par l'ancienne route nationale 1, devenue RD 78 depuis la mise en service du tronçon de l'autoroute A16 qui traverse le village et permet d'éviter l'importante circulation de transit qui traversait le village jusqu'en novembre 2019.
Maffliers est desservie par la gare de Montsoult - Maffliers située à Montsoult.

## Toponymie
Le lieu est mentionné dans une charte de 832 comme propriété de l'abbaye de Saint-Denis sous la forme Maflare puis attestée sous le nom  Maflers en 1150, Mafflers en 1208.
Le second élément -fliers est sans doute le germanique *hlar > ancien français laris, larris « lande, friche », dont le h initial [χ] est passé à [f] dans certains cas en ancien français (cf. *hrôk « corbeau » > freux, flouer) et qui explique les finales -flier(s), -fler(s) (cf. Mouflers, Somme), voire -lers (cf. Meulers, Seine-Maritime), et les différents Flers du Nord de la France.
Le premier élément Ma(f)- est inexpliqué.

## Histoire
On a trouvé sur le territoire de la commune, des silex taillés datant du Néolithique ainsi que des instruments paléolithiques et moustériens.[réf. nécessaire]
Bouchard V de Montmorency y fonde en 1163 le prieuré Grandmontain du Meynel également appelé prieuré de Meynel-lez-Maffliers qui connait la décadence et est supprimé en 1770, sous Louis XV, puis, vendu et transformé.
En 1602, la terre de Maffliers devient la propriété de Jean Forget, président du parlement de Paris, et la seigneurie est érigée en baronnie. Geoffroy Macé Camus de Poncarré fut Baron de Maffliers.
Depuis les années 1960, le village devient progressivement rurbain, mais conserve des exploitations agricoles. Le village est illustré par la peintre Madeleine Luka qui y est née.

## Politique et administration

### Rattachements administratifs et électoraux

#### Rattachements administratifs
Antérieurement à la loi du 10 juillet 1964, la commune faisait partie du département de Seine-et-Oise. La réorganisation de la région parisienne en 1964 fit que la commune appartient désormais au département du Val-d'Oise et à son arrondissement de Sarcelles après un transfert administratif effectif au 1er janvier 1968.
Elle faisait partie de 1793 à 1967 du canton d'Écouen de Seine-et-Oise. Lors de la mise en place du Val-d'Oise, la ville intègre le canton de Viarmes. Dans le cadre du redécoupage cantonal de 2014 en France, cette circonscription administrative territoriale a disparu, et le canton n'est plus qu'une circonscription électorale.
Maffliers fait partie du Ressort du instance de Gonesse (depuis la suppression du tribunal d'instance d'Écouen en février 2008), et de celui du  tribunal judiciaire ainsi que de celui du  tribunal de commerce de Pontoise,.

#### Rattachements électoraux
Pour les élections départementales, la commune est membre depuis 2014 du canton de Fosses
Pour l'élection des députés, elle fait partie de la deuxième circonscription du Val-d'Oise.

### Intercommunalité
Maffliers est membre fondateur de la communauté de communes Carnelle Pays de France, un établissement public de coopération intercommunale (EPCI) à fiscalité propre créé fin 2003 et auquel la commune a transféré un certain nombre de ses compétences, dans les conditions déterminées par le code général des collectivités territoriales.

### Liste des maires
| Période                                  | Période  | Identité                                           | Étiquette | Qualité |
| ---------------------------------------- | -------- | -------------------------------------------------- | --------- | --- |
| Les données manquantes sont à compléter. |          |                                                    |           | |
| 1843                                     | 1846     | Charlemagne René Victor Despreaux de Saint Sauveur |           | Procureur ou avoué à Paris 1808 à 1811. Maire de L'Haÿ-les-Roses (1816 → 1821) Décédé en fonction                             |
| mai 1925                                 | ?        | P. David                                           |           | |
|                                          |          |                                                    |           | |
| mars 2001                                | 2014     | Philippe Kilidjian                                 | SE        | |
| avril 2014,                              | En cours | Jean Christophe Mazurier                           | DVD       | Ingénieur avant-vente dans l'aéroportuaire Vice-présudent de la CC du pays de France (2020 → ) Réélu pour le mandat 2020-2026 |

### Politique de développement durable
Lors de la construction de l'autoroute A16, un pont de 25 m de large et 36 de long, réservé à la faune sauvage est construit au-dessus de l'autoroute afin de préserver le corridor écologique du bois du Carreau.

## Population et société

### Démographie
L'évolution du nombre d'habitants est connue à travers les recensements de la population effectués dans la commune depuis 1793. Pour les communes de moins de 10 000 habitants, une enquête de recensement portant sur toute la population est réalisée tous les cinq ans, les populations de référence des années intermédiaires étant quant à elles estimées par interpolation ou extrapolation. Pour la commune, le premier recensement exhaustif entrant dans le cadre du nouveau dispositif a été réalisé en 2004.

En 2022, la commune comptait 1 768 habitants, en évolution de −4,33 % par rapport à 2016 (Val-d'Oise : +4 %, France hors Mayotte : +2,11 %).
| 1793 | 1800 | 1806 | 1821 | 1831 | 1836 | 1841 | 1846 | 1851 |
| ---- | ---- | ---- | ---- | ---- | ---- | ---- | ---- | ---- |
| 446  | 399  | 511  | 507  | 459  | 474  | 498  | 532  | 428  |

| 1856 | 1861 | 1866 | 1872 | 1876 | 1881 | 1886 | 1891 | 1896 |
| ---- | ---- | ---- | ---- | ---- | ---- | ---- | ---- | ---- |
| 390  | 400  | 419  | 417  | 438  | 432  | 414  | 382  | 377  |

| 1901 | 1906 | 1911 | 1921 | 1926 | 1931 | 1936 | 1946 | 1954 |
| ---- | ---- | ---- | ---- | ---- | ---- | ---- | ---- | ---- |
| 354  | 396  | 397  | 452  | 511  | 520  | 493  | 508  | 545  |

| 1962 | 1968 | 1975 | 1982 | 1990  | 1999  | 2004  | 2006  | 2009  |
| ---- | ---- | ---- | ---- | ----- | ----- | ----- | ----- | ----- |
| 554  | 553  | 790  | 903  | 1 168 | 1 370 | 1 614 | 1 614 | 1 642 |

| 2014  | 2019  | 2022  | - | - | - | - | - | - |
| ----- | ----- | ----- | - | - | - | - | - | - |
| 1 725 | 1 834 | 1 768 | - | - | - | - | - | - |

## Culture locale et patrimoine

### Lieux et monuments
Maffliers compte un monument historique sur son territoire :
- Église Notre-Dame-des-Champs, rue Notre-Dame-des-Champs (inscrite monument historique en  1931[34]) : 
Elle remplace probablement une ancienne chapelle dédiée à Saint-Blaise. L'église paroissiale primitive était la chapelle Notre-Dame-des-Champs, qui se situait rue de Beaumont, et qui a été démolie en 1793. Seule une statue en bois de la Vierge à l'Enfant du début du XIVe siècle en subsiste. Restaurée en 1875, elle est installée dans l'église, et connue désormais comme Notre-Dame-des-Champs, ce qui explique le vocable d'usage de l'église. 
Celle-ci se compose d'un clocher de 1574 ; d'une haute nef unique bâtie dans un délai de neuf mois en 1859 ; et d'un chœur Renaissance avec deux chapelles latérales et abside pentagonale des années 1554-1556. 
Ses parties orientales sont remarquables et d'une facture élégante. Elles se caractérisent par les hautes colonnes engagées supportant la voûte de l'abside, et ses chapiteaux d'ordre dorique et corinthien, surmontés de sections d'entablement. L'extérieur est également soigné. 
L'église est restaurée entre 1980 et 1983[35],[36]. Aujourd'hui, le chœur est encombré par des étais.

L'église Notre-Dame-des-Champs
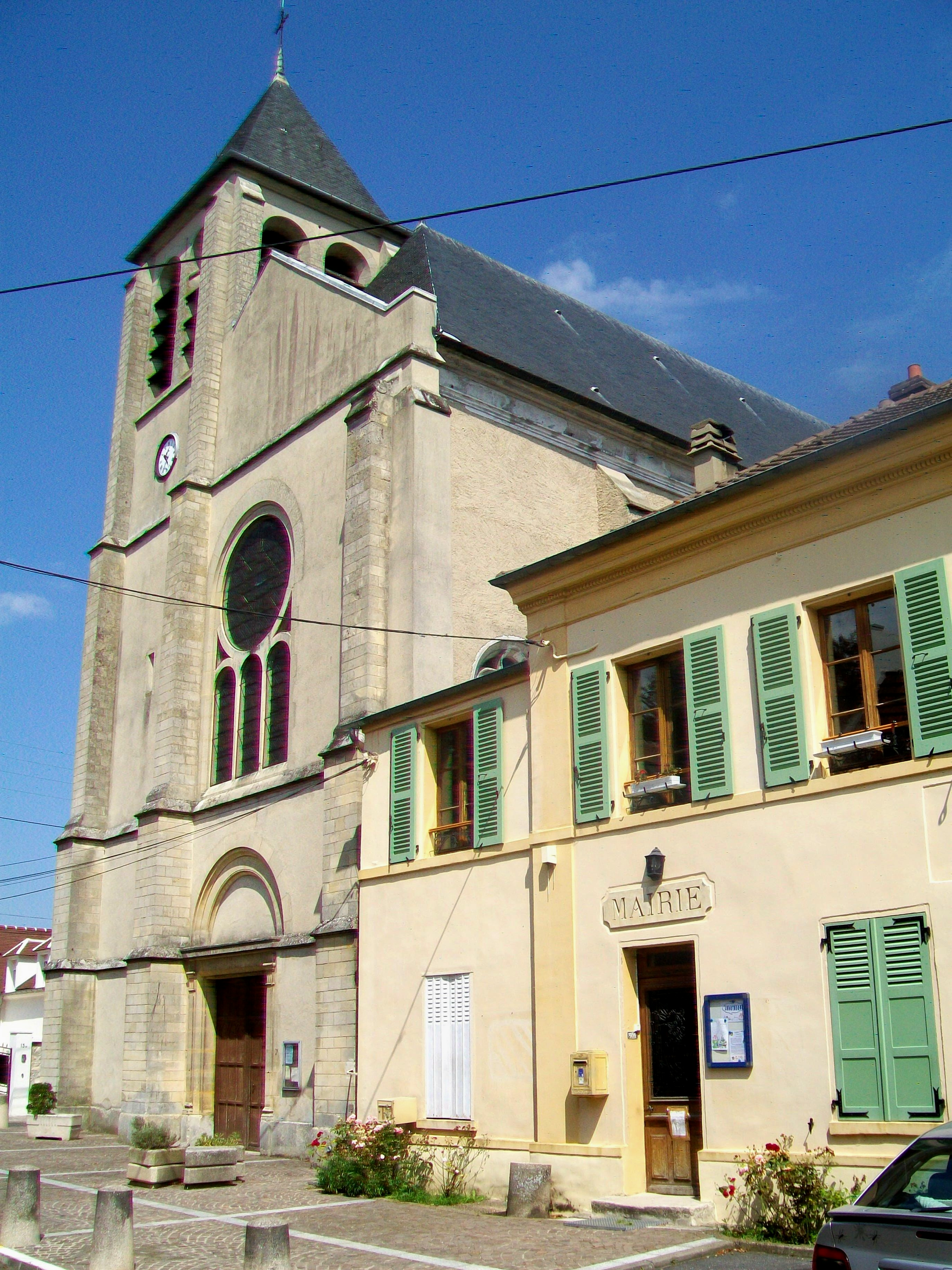
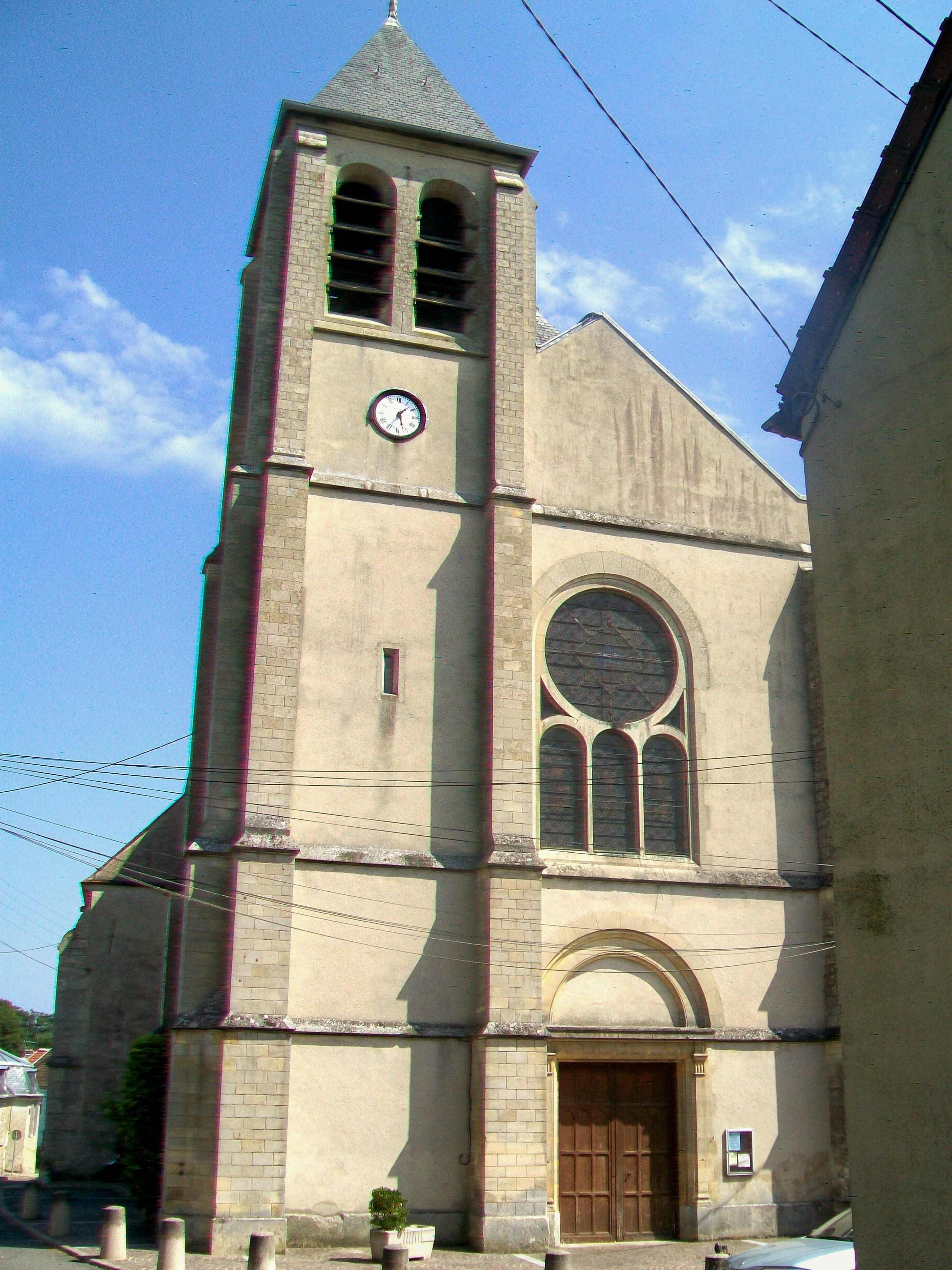
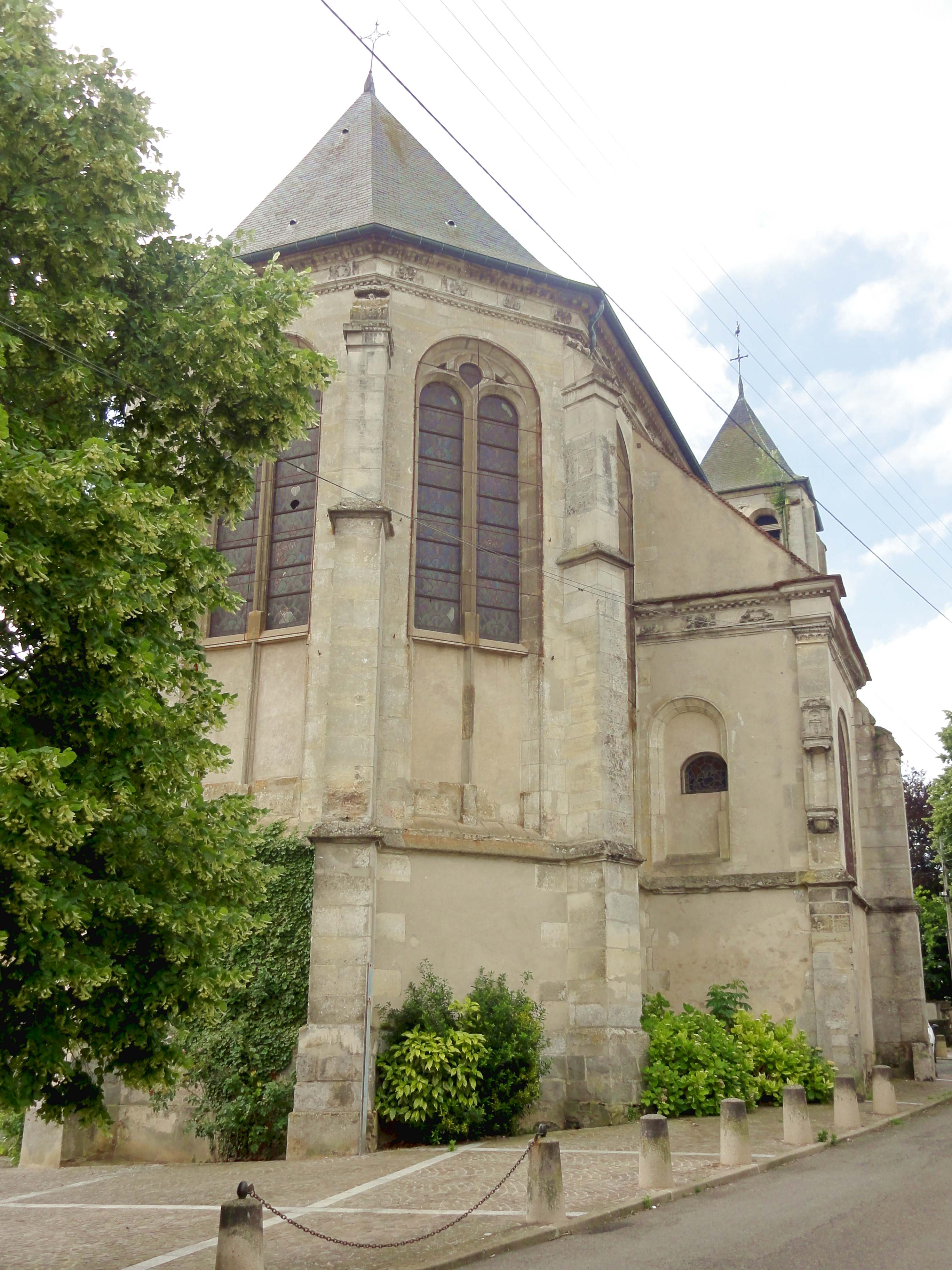
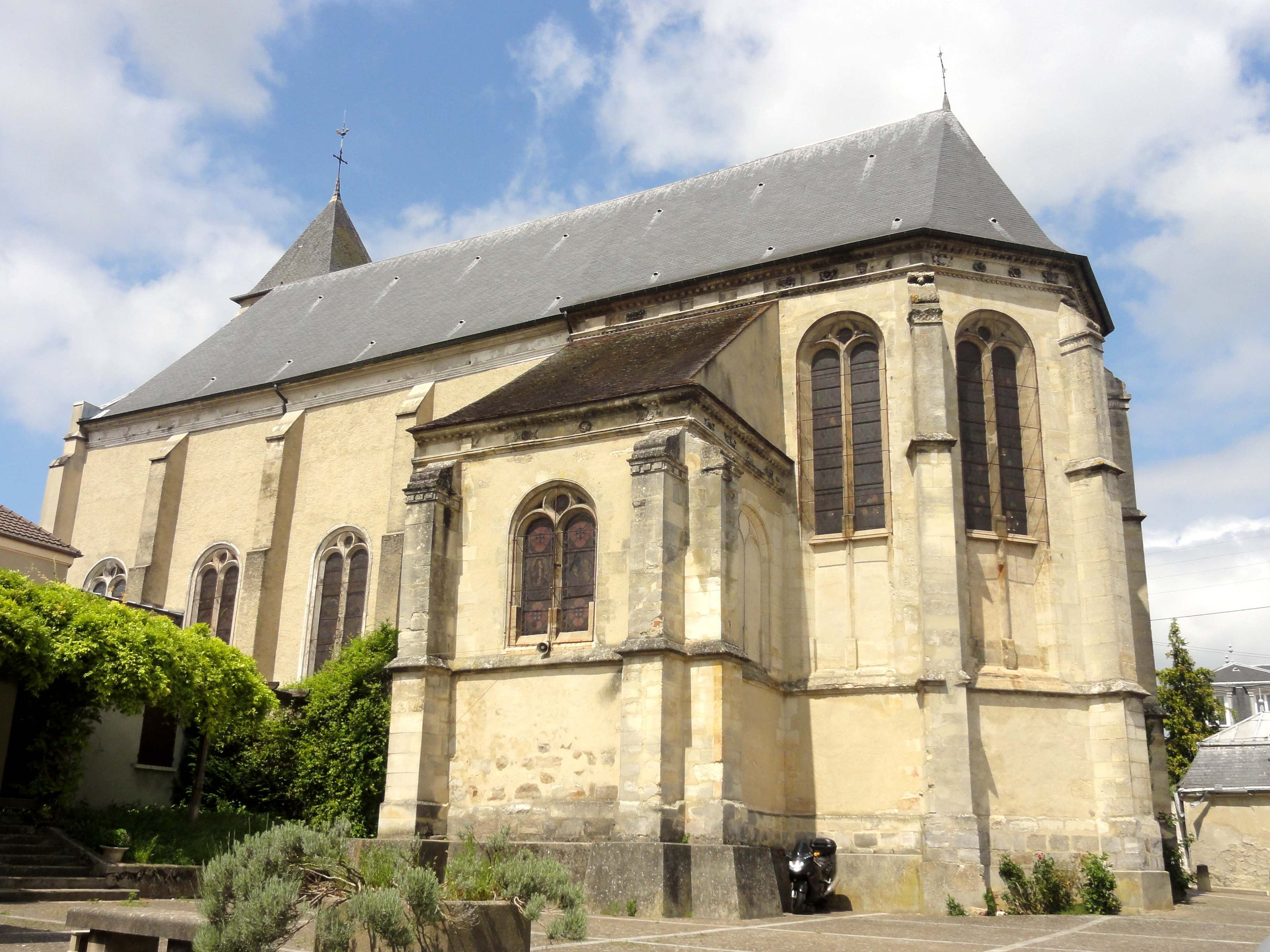
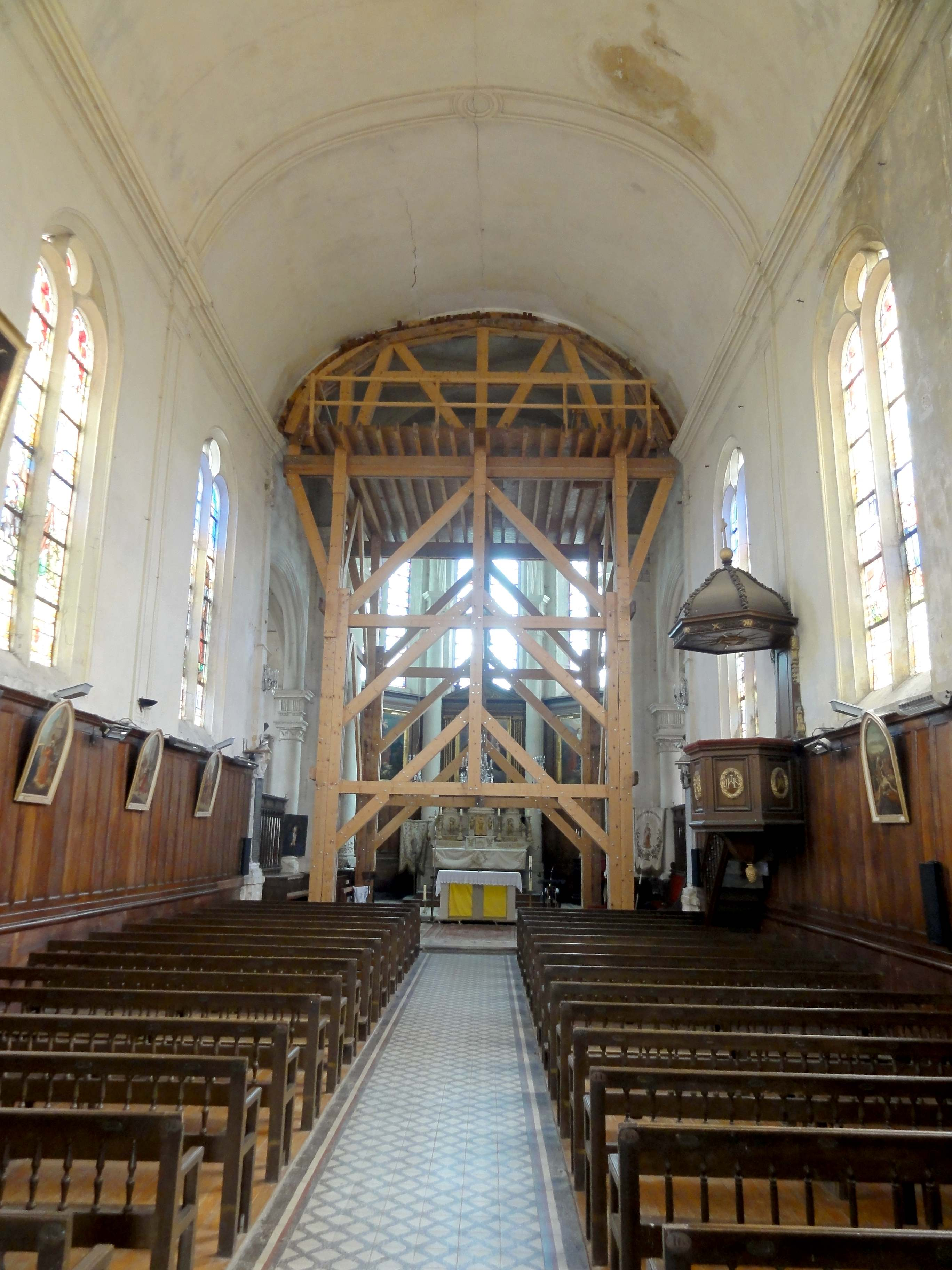
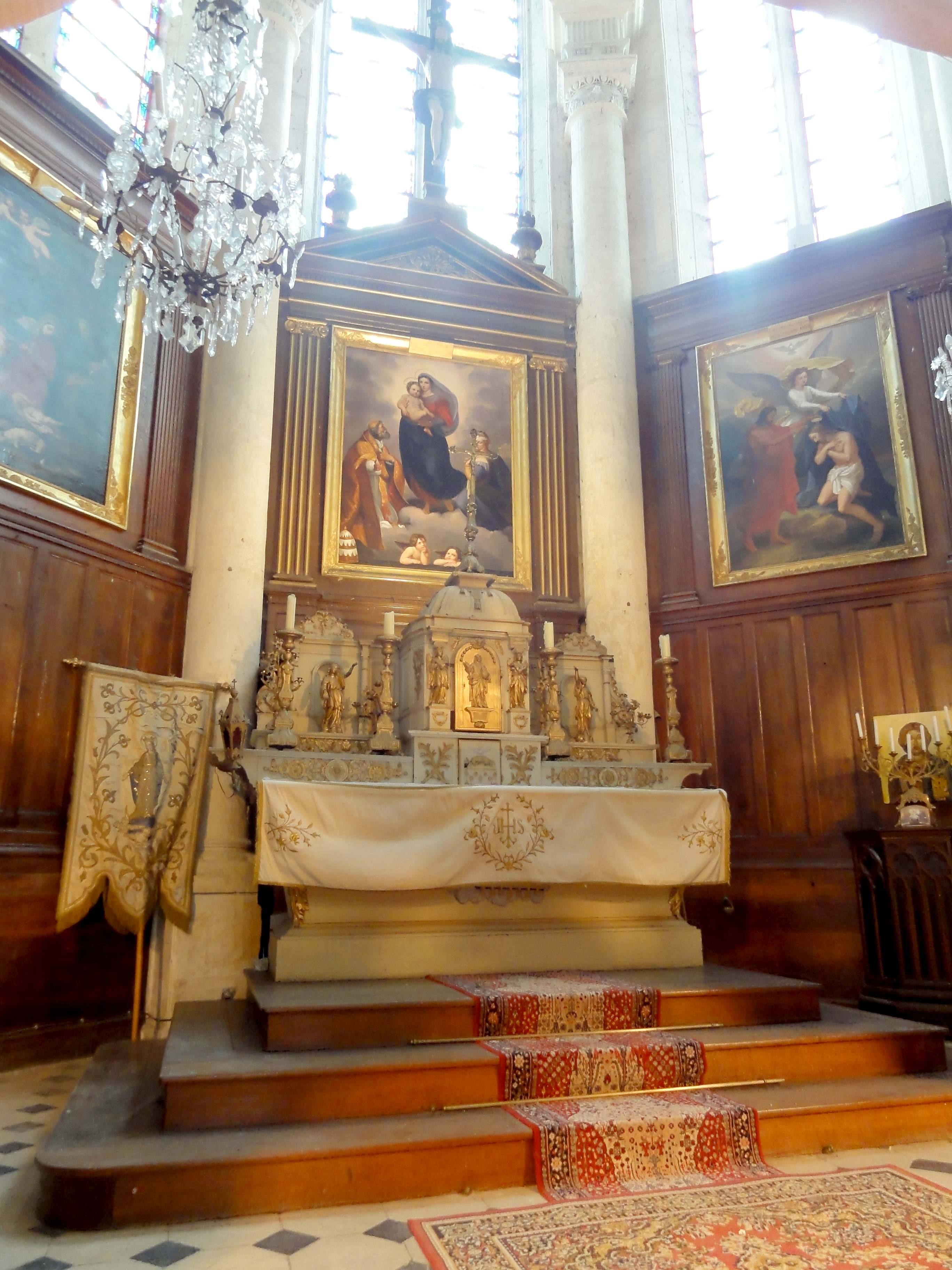

On peut également signaler :
- Château de Maffliers, allée des Marronniers : 
Ce château, qui abrite aujourd'hui un hôtel, s'élève à l'emplacement d'un ancien château fort féodal, qui est reconstruit par Claude de La Fayette en 1550, mais seule la partie sud de cet édifice subsiste. 
Une nouvelle reconstruction intervient sous le marquis de Briqueville entre 1780 et 1785. En 1813, le château devient la propriété d'Augustin de Talleyrand-Périgord, qui possède également celui de Montsoult. 
Georges Provost qui achète le domaine en 1906 ne juge pas le château digne d'intérêt, et le fait presque entièrement raser. Il fait construire à la place un pavillon de forme cubique, de modestes dimensions. La plupart des bâtiments aujourd'hui présents sur le domaine ne datent que de l'époque où le château accueillait déjà un hôtel, et ont été construits entre 1964 et 1989. 
Les anciens communs, transformés en ferme au début du XXe siècle, sont utilisés comme centre équestre. 
. Le château subit un incendie en avril 2020, qui cause d'importants dégâts[37],[38]

- Manoir de Montbrun, rue du Richebourg : C'est une grande maison d'un étage avec une façade de cinq travées et un toit à deux croupes, datant de 1836. Le nom vient d'un ancien fief, situé près de la limite avec la commune de Montsoult[36].
- Manoir Notre-Dame, rue du Richebourg : Son nom actuel lui vient des sœurs de Saint-Joseph-de-l'Apparition, qui achètent ce grand manoir cossu en 1952 pour y installer une maison de convalescence. 
Le manoir actuel, est  édifié en 1905 pour Germain Fourcade, par l'architecte Georges Guyon qui réalise également « La Cerisaie » à Montsoult. 
Précédemment existait à cet emplacement une construction du XVIIIe siècle ayant appartenu au baron Honoré-Nicolas-Marie Duveyrier, premier président de la cour d'appel de Montpellier et mort à Maffliers en 1839. M. Fourcade opte pour un mélange entre le style régional de l'époque, qui fait surtout appel à la meulière en réunion avec la brique ou la pierre de taille, et le style néo-normand, s'exprimant par des façades en pans de bois. On les trouve sur le second étage et les pignons, les toitures, à forte pente, ont une forme complexe et sont ornées de nombreuses lucarnes. 
Une annexe construit par les religieuses en 1960 adopte également le style néo-normand, pour obtenir une parfaite harmonie avec l'édifice du début du siècle[36]. 
En 2010, la municipalité en fait l'acquisition afin d'y transférer la mairie et d'ouvrir le parc à tous[39].

- Ancien relais de poste, rue de la Ferme : Appelé également la Grande Ferme, c'est un grand complexe de bâtiments agricoles avec corps de logis, construits pour la plupart en 1815 pour Augustin de Talleyrand-Périgord, propriétaire du château de Maffliers. La ferme passe entre les mains de Georges Provost en même temps avec le château. Le colombier-porche donnant accès à la cour date de 1610[36].

- Le Prieuré, 10 rue de la Ferme : Cette maison du XVIe siècle n'a jamais été un prieuré, mais tient son appellation du fait des visites fréquentes que reçoit sa propriétaire en 1600, Marie Mottier de La Fayette, de la part des frères Capucins : son fils François Leclerc du Tremblay est en effet entré dans cet ordre. Sous son nom en religion de père Joseph, il entre dans l'histoire pour avoir fondé l'ordre des filles du Calvaire et pour avoir servi de conseiller au cardinal de Richelieu. 
Le père Joseph fait aménager au sous-sol une petite chapelle pour recueillir la dépouille de son père, devenu calviniste et ne pouvant être enterré sur le cimetière paroissial. 
Après la Révolution française, la maison sert pendant quelque temps d'école[36].
- Manoir de la Delphinière, rue Notre-Dame-des-Champs : Cette grande maison bourgeoise de style classique avec son toit à la Mansart a accueilli Madame de Staël pendant trois mois en 1803, connue alors surtout pour avoir écrit Delphine un an auparavant. 
Au XXe siècle, le manoir a abrité le Centre européen de recherches médicales et biologiques. Il est aujourd'hui subdivisé en appartements[36], mais conserve la grille d'entrée sur la cour et les deux pavillons de garde.
- Croix de Maffliers, rue de Beaumont : La petite croix en bois d'une facture simple se dresse au sommet d'un fût monolithique d'une longueur remarquable[36].
- Maffliers est traversé par un sentier de randonnée (PR).

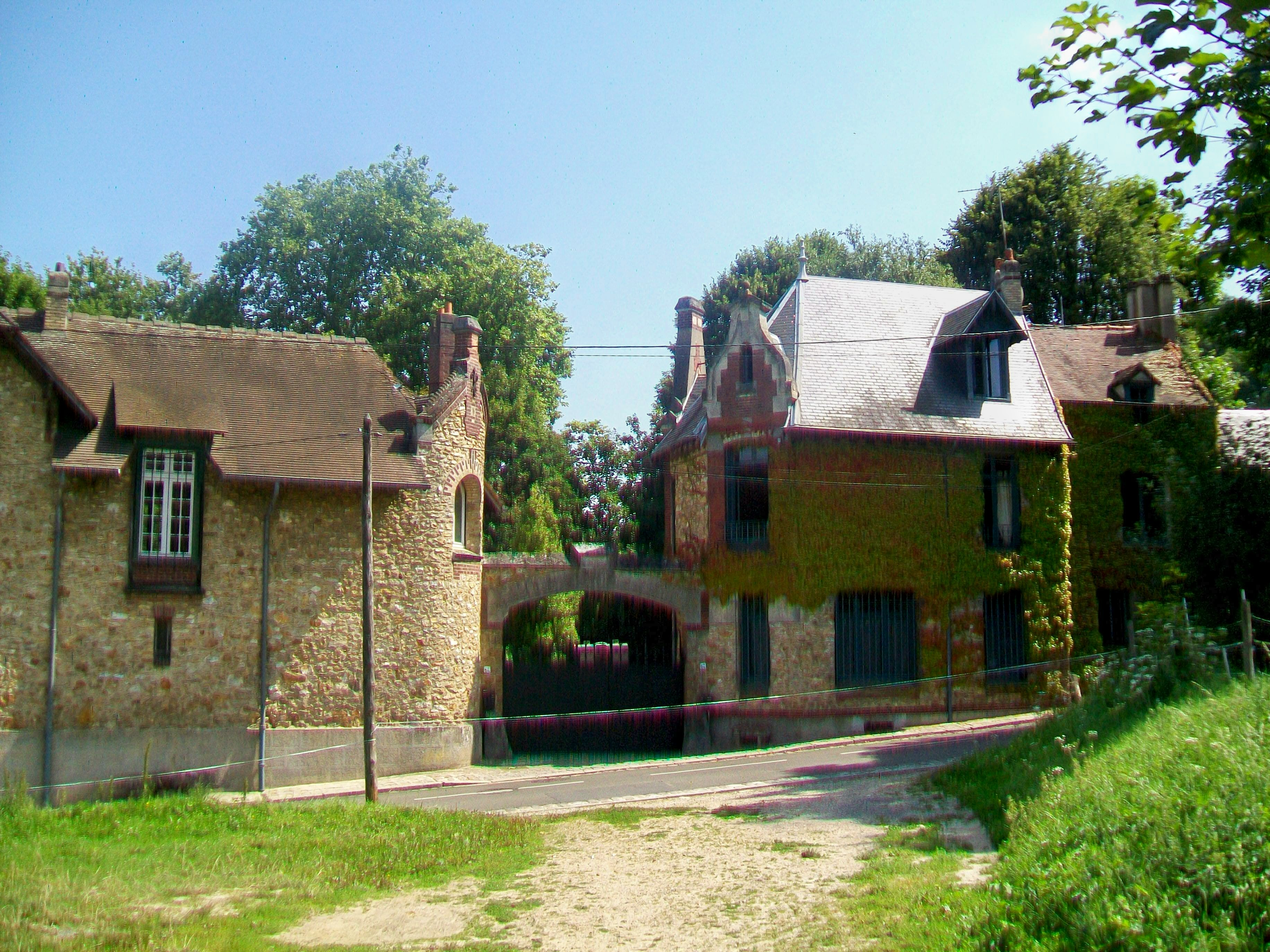
Manoir de Montbrun, entrée.
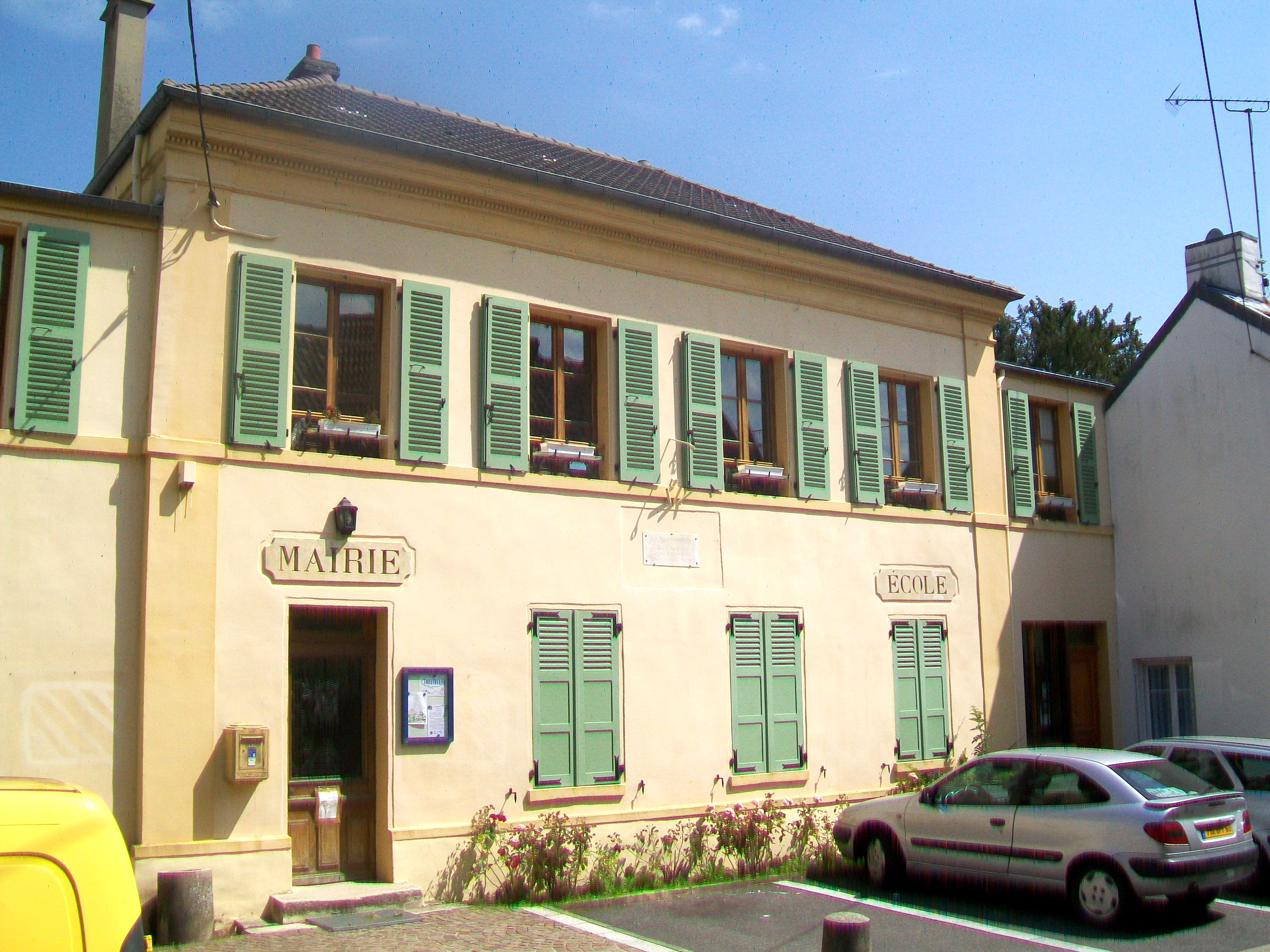
L'ancienne mairie.
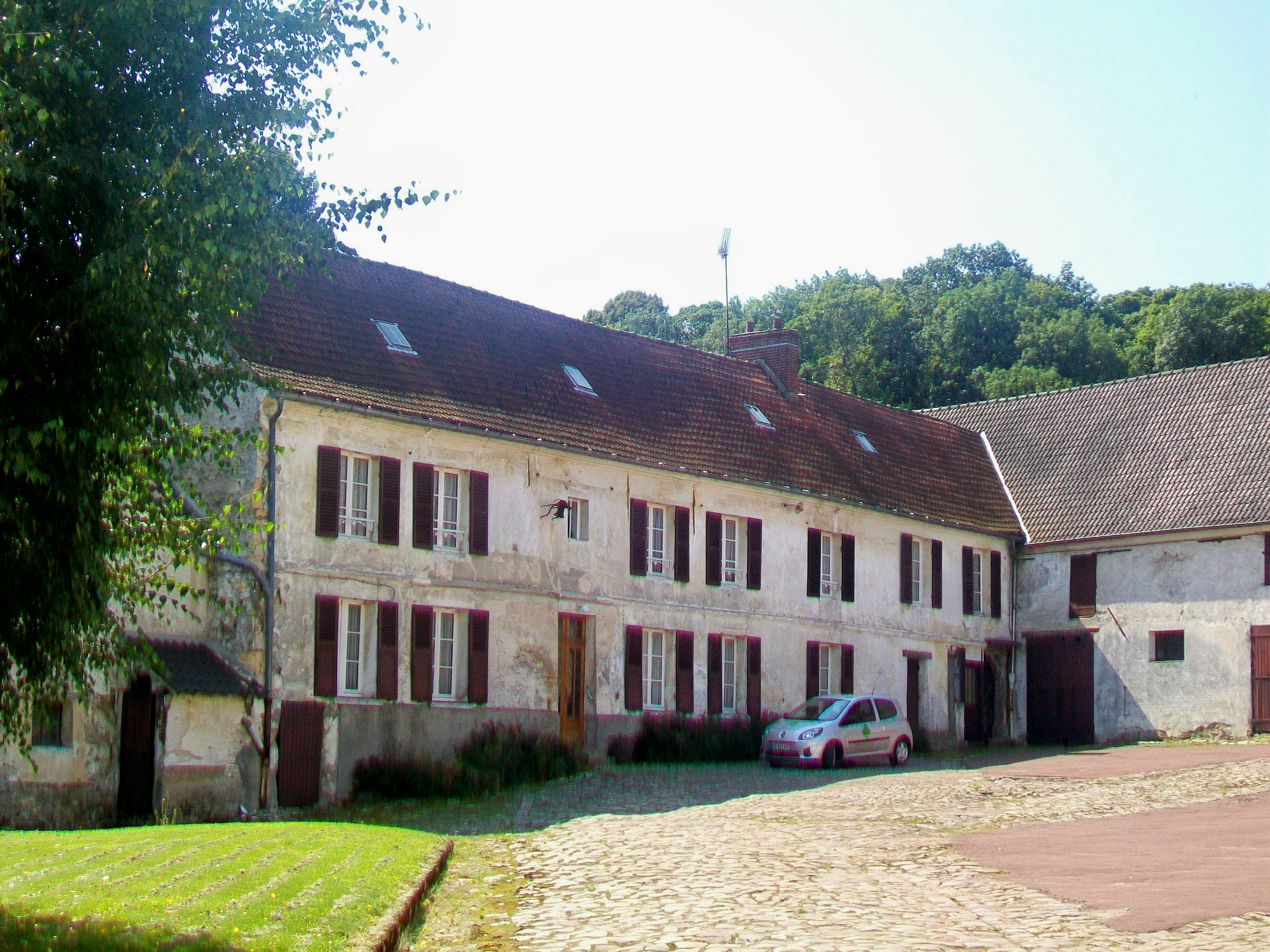
Ancien relais de poste.
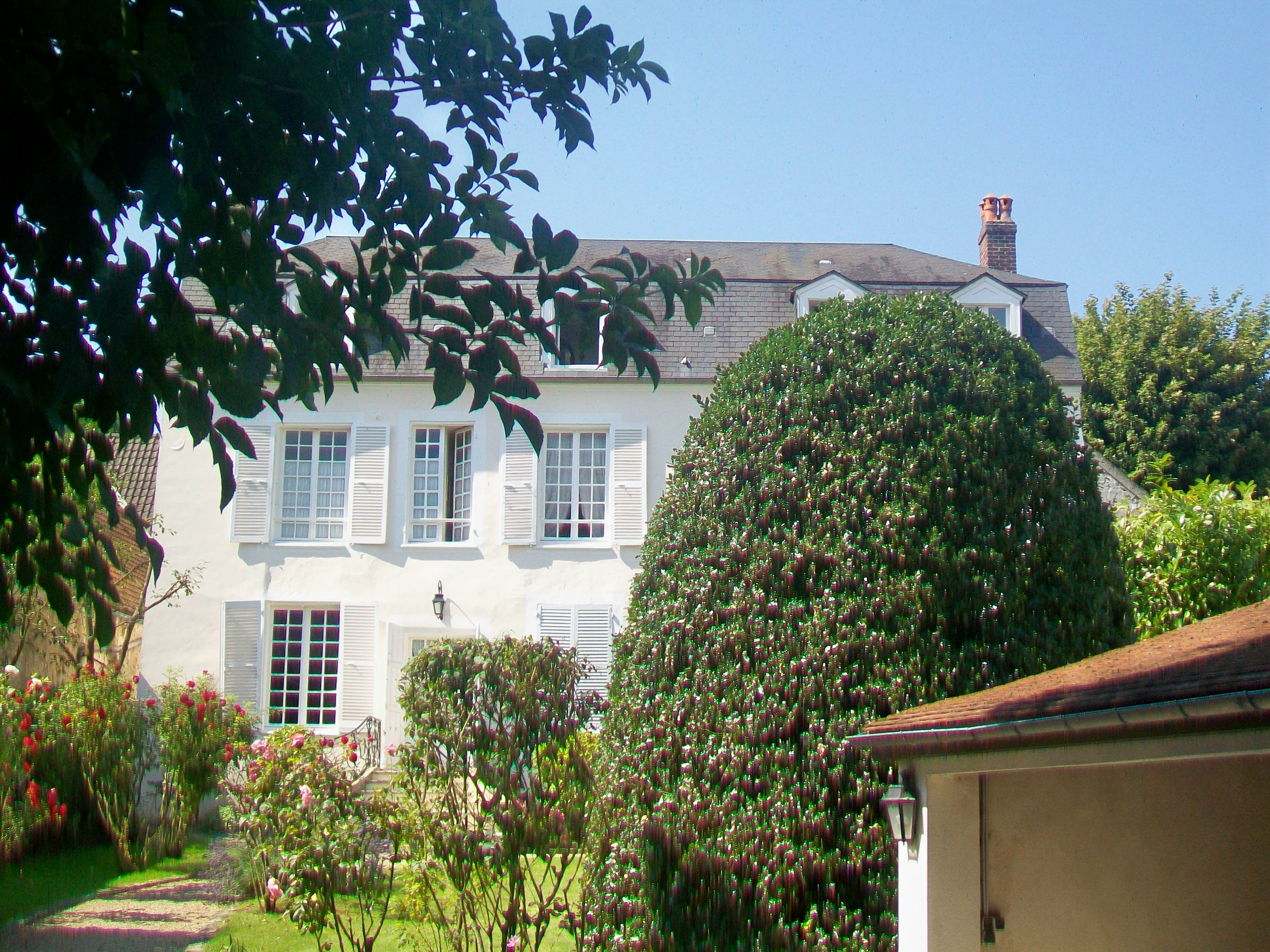
Le Prieuré.
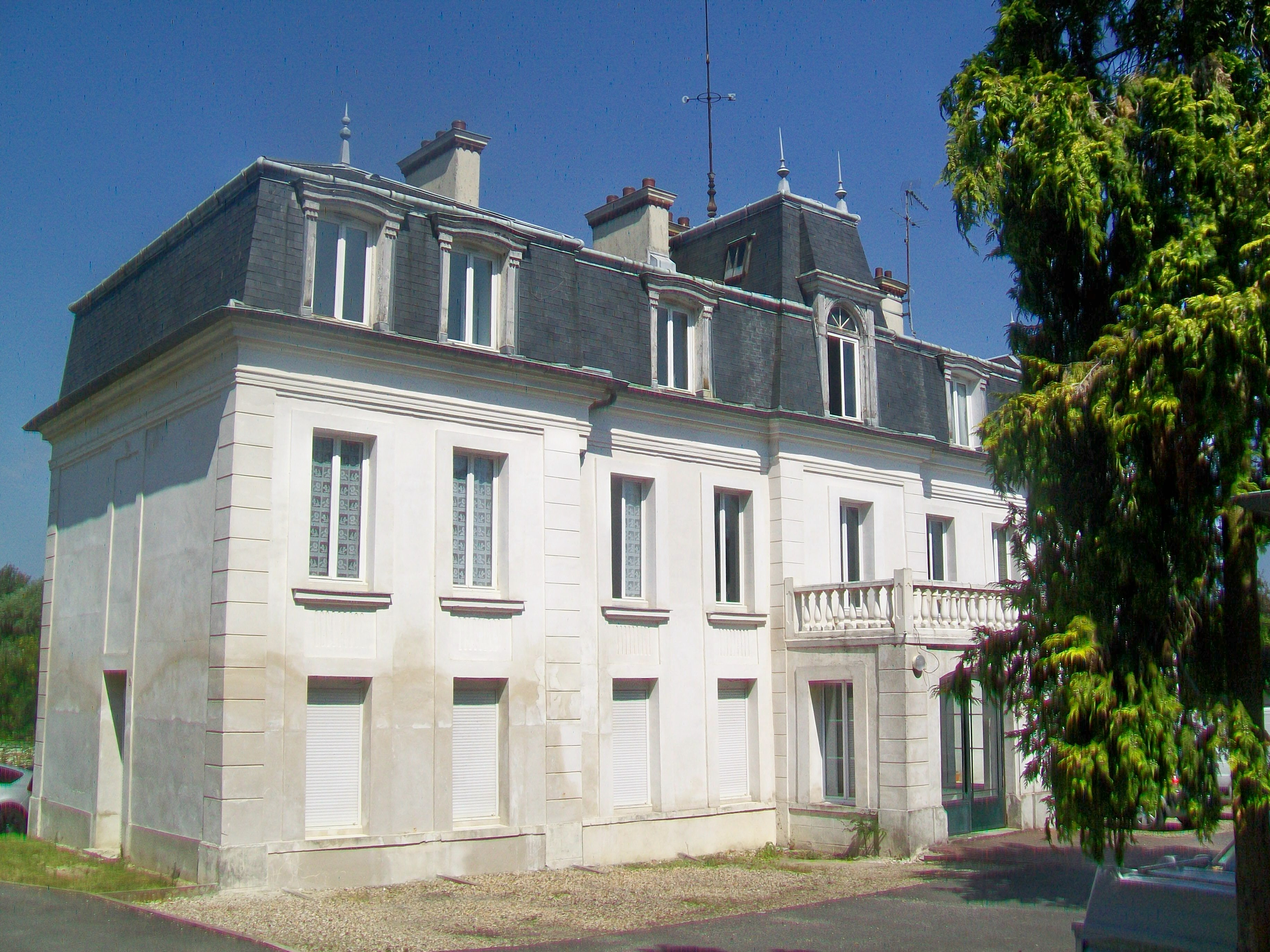
Manoir de la Delphinière.
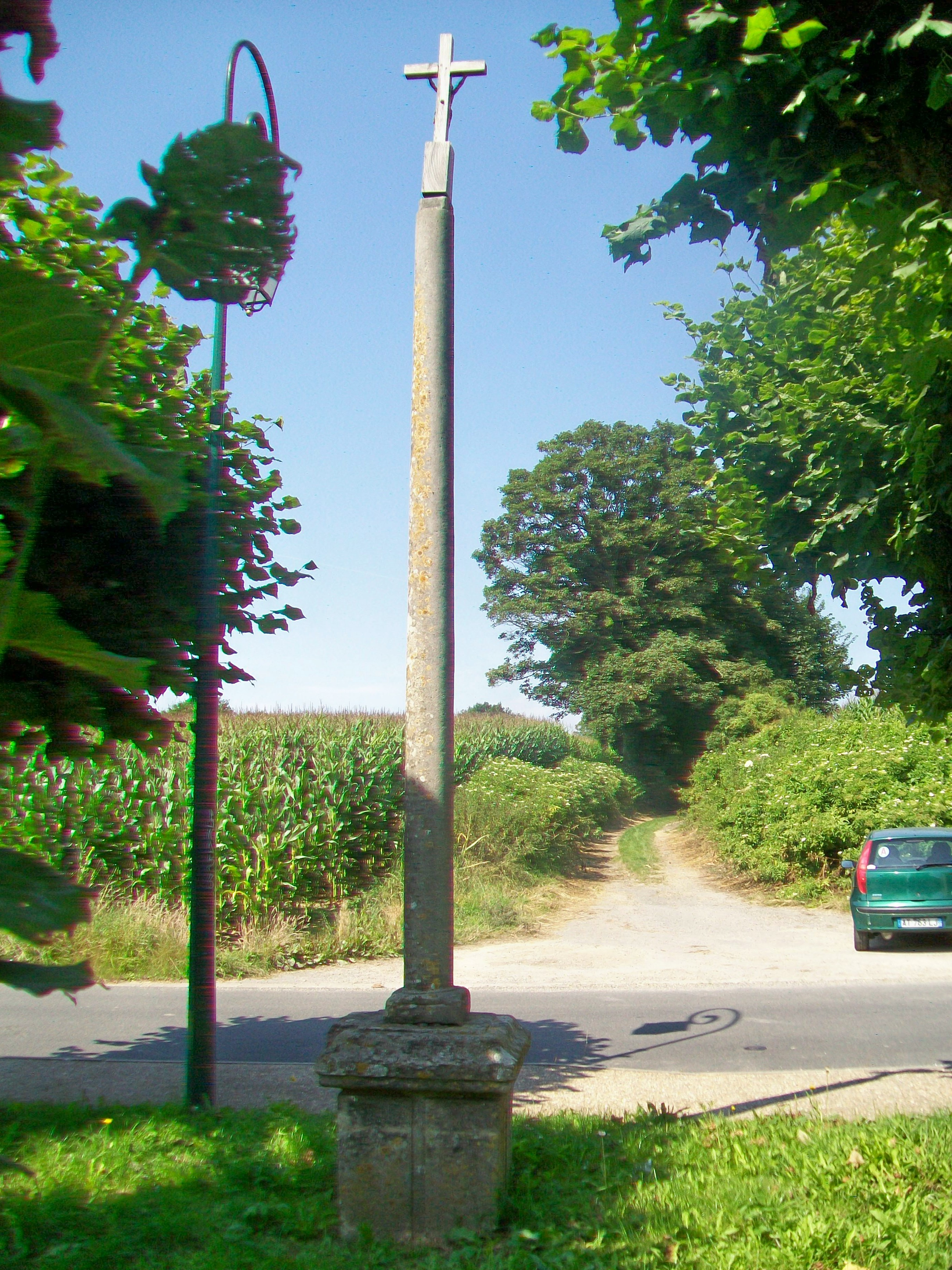
Croix de Maffliers.

### Personnalités liées à la commune
- La Duchesse d'Abrantès (1784-1838), épouse du général Junot séjourne également au château de Maffliers où elle rencontrait Honoré de Balzac qui l'aidait à écrire ses mémoires.
- Honoré de Balzac (1799–1850), écrivain français séjourne en 1829 à Maffliers, où il situe l'intrigue de Adieu ! (Balzac) (1830). Il y écrit La Maison du chat-qui-pelote.
- Bernard Bottet (1900-1971), peintre et archéologue, est né à Maffliers.
- Caroline de Bourbon-Siciles (1798-1870), duchesse de Berry se réfugie au château de Maffliers des Talleyrand-Périgord en  1832.
- Benjamin Constant (1767-1830), intellectuel franco-suisse séjourne très souvent chez son amie Germaine de Staël.
- Nicolas Delacour (1587 ou 1589-1668), laboureur qui devint « l’homme fort »[40] du village de Maffliers, auquel l’historien Jean-Marc Moriceau a consacré un ouvrage[41].
- Honoré-Nicolas-Marie Duveyrier (1753-1839), juriste, homme politique et auteur dramatique meurt à Maffliers en  1839.
- Daniel Gallais (né en 1951), artiste peintre et lithographe, vit à Maffliers.
- Une famille Goriot, dont un représentant est conseiller municipal, inspire Honoré de Balzac pour son roman Le Père Goriot.
- Le père Joseph (1577-1638), fondateur des filles du Calvaire, éminence grise de Richelieu, seigneur de Maffliers.
- Michel Legrand (1932-2019), compositeur de la musique des films Les parapluies de Cherbourg et Les Demoiselles de Rochefort, y séjourne quelques années[42].
- Madame de Staël, fille de Necker, ministre de Louis XVI, habitait une maison bourgeoise à Maffliers où elle écrivit Delphine.
- Augustin-Hélie-Charles de Talleyrand-Périgord (1788-1879), propriétaire du château de Maffliers. Une place de la commune porte son nom.

### Héraldique
| Blason de Maffliers | Blason  | Les armes de Maffliers se blasonnent ainsi :"D'azur au chevron d'or accompagné de trois coquilles du même." |
| Blason de Maffliers | Détails | Le statut officiel du blason reste à déterminer.                                                            |